# Taking the Long Way
| Совокупная оценка    | Совокупная оценка |
| Источник             | Оценка            |
| -------------------- | ----------------- |
| Metacritic           | (72/100)          |
| Оценки критиков      |                   |
| Источник             | Оценка            |
| Allmusic             | [ 2 ]             |
| The A.V. Club        | C+                |
| Robert Christgau     | [ 5 ]             |
| Entertainment Weekly | A                 |
| The Guardian         | [ 7 ]             |
| musicOMH             | [ 8 ]             |
| PopMatters           | [ 9 ]             |
| Rolling Stone        | [ 10 ]            |
| Slant Magazine       | [ 11 ]            |
| Stylus Magazine      | B                 |

Taking the Long Way — седьмой студийный альбом американской кантри-группы Dixie Chicks, вышедший 23 мая 2006 года на лейбле Columbia Nashville и Columbia Nashville. Продюсером был Рик Рубин. Диск возглавил общеамериканский хит-парад Billboard 200 (в третий раз в их карьере), кантри-чарт Top Country Albums (четвёртый их кантри № 1), а также получил пять премий Грэмми, в том числе в категориях Лучший альбом и Лучший альбом в стиле кантри. Также диск был назван журналом Billboard по итогам года в качестве Top Internet Album и номинирован Country Music Association Awards (Альбом года).

## Об альбоме
Альбом получил умеренные и положительные отзывы музыкальных критиков.
USA Today поставила альбому все четыре звезды и отметила, что песни «Lullaby», «So Hard» и «Voice Inside My Head» — «это всего лишь три из 14 причин, по которым можно по-прежнему любить эту группу или, по крайней мере, по-прежнему считать ее невероятно впечатляющей». The Austin Chronicle поставила альбому три с половиной звезды из пяти и сказала, что «Chicks не столько свернули за угол, сколько сцепились рогами со своим недавним прошлым, их духовность и сила духа остались нетронутыми, героини на стороне правды».

## Награды и номинации
В феврале 2007 года альбом был номинирован на музыкальную премию Грэмми в 5 категориях и победил во всех пяти: Лучший альбом года, Лучший альбом в стиле кантри (это четвёртая из их 4 наград в этой номинации: победы одержали их диски Wide Open Spaces в 2000, Fly в 2001, Home в 2003), Лучшее выступление кантри-группы с вокалом (где они 5-кратные победители: в 1999 за «There’s Your Trouble», в 2000 за «Ready to Run», в 2003 за «Long Time Gone», в 2005 за «Top of the World» и в 2007 за «Not Ready to Make Nice»), Лучшая запись года, Лучшая кантри-песня (за Not Ready to Make Nice). Кроме того, продюсер Рик Рубин получил премию Продюсер года за работу над альбомом.

### Grammy Awards
| Год  | Номинируемая работа      | Категория                                             | Результат |
| ---- | ------------------------ | ----------------------------------------------------- | --------- |
| 2006 | «I Hope»                 | Best Country Performance by a Duo or Group with Vocal | Номинация |
| 2006 | «I Hope»                 | Лучшая кантри-песня                                   | Номинация |
| 2007 | Taking The Long Way      | Лучший альбом года                                    | Победа    |
| 2007 | Taking The Long Way      | Лучший альбом в стиле кантри                          | Победа    |
| 2007 | «Not Ready To Make Nice» | Лучшая запись года                                    | Победа    |
| 2007 | «Not Ready To Make Nice» | Лучшая песня года                                     | Победа    |
| 2007 | «Not Ready To Make Nice» | Best Country Performance by a Duo or Group with Vocal | Победа    |

1 апреля 2007 года альбом получил премию Juno Award в категории International Album of the Year.

## Список композиций
1. «The Long Way Around» — 4:33
2. «Easy Silence» — 4:02
3. «Not Ready to Make Nice» — 3:58
4. «Everybody Knows» (Gary Louris, Maguire, Maines, Robison) — 4:18
5. «Bitter End» (Louris, Maguire, Maines, Robison) — 4:38
6. «Lullaby» — 5:51
7. «Lubbock or Leave It» (Mike Campbell, Maguire, Maines, Robison) — 3:54
8. «Silent House» (Нил Финн, Maguire, Maines, Robison) — 5:23
9. «Favorite Year» (Sheryl Crow, Maguire, Maines) — 4:29
10. «Voice Inside My Head» (Maguire, Maines, Linda Perry, Robison, Wilson) — 5:52
11. «I Like It» (Louris, Maguire, Maines, Robison) — 4:34
12. «Baby Hold On» (Louris, Maguire, Maines, Robison, Pete Yorn) — 5:04
13. «So Hard» — 4:29
14. «I Hope» (Maguire, Maines, Kevin Moore, Robison) — 5:25

## Позиции в чартах
| Чарт (2006)                         | Высшая позиция |
| ----------------------------------- | -------------- |
| Австралия (ARIA)                    | 2              |
| Австралия (Country Albums, ARIA)    | 1              |
| Австрия (Ö3 Austria)                | 7              |
| Бельгия/Фландрия (Ultratop)         | 38             |
| Канада (Canadian Albums, Billboard) | 1              |
| Дания (Hitlisten)                   | 13             |
| Нидерланды (Album Top 100)          | 41             |
| Финляндия (Suomen virallinen lista) | 12             |
| Германия (Offizielle Top 100)       | 5              |
| Ирландия (IRMA)                     | 7              |
| Новая Зеландия (RMNZ)               | 5              |
| Норвегия (VG-lista)                 | 6              |
| Шотландия (Scottish Albums Chart)   | 5              |
| Швеция (Sverigetopplistan)          | 1              |
| Швейцария (Schweizer Hitparade)     | 6              |
| Великобритания (UK Albums Chart)    | 10             |
| США (Billboard 200)                 | 1              |
| США (Top Country Albums, Billboard) | 1              |

| Чарт (2006)                        | Позиция |
| ---------------------------------- | ------- |
| Australian Albums (ARIA)           | 20      |
| Swedish Albums (Sverigetopplistan) | 22      |
| UK Albums (OCC)                    | 151     |
| US Billboard 200                   | 16      |
| US Top Country Albums (Billboard)  | 5       |

| Чарт (2007)                        | Позиция |
| ---------------------------------- | ------- |
| Australian Albums (ARIA)           | 79      |
| Swiss Albums (Schweizer Hitparade) | 64      |
| US Billboard 200                   | 82      |
| US Top Country Albums (Billboard)  | 16      |

## Сертификации/продажи
| Регион | Сертификация  | Продажи   |
| --- | ------------- | --------- |
| Австралия (ARIA) | 3× Платиновый | 210 000   |
| Канада (Music Canada) | 4× Платиновый | 400 000^  |
| Германия (BVMI) | Золотой       | 100 000   |
| Ирландия (IRMA) | Платиновый    | 15 000^   |
| Новая Зеландия (RMNZ) | Платиновый    | 15 000^   |
| Швеция (GLF) | Золотой       | 30 000^   |
| Великобритания (BPI) | Золотой       | 100 000^  |
| США (RIAA) | 2× Платиновый | 3,000,000 |
| ^ Данные о тиражах приведены только на основе сертификации. · Данные о продажах + прослушиваниях приведены только на основе сертификации. |               |           |